# Stradivari Jules Falk
Lo Stradivari Jules Falk è un antico violino fabbricato nel 1723 da liutaio italiano Antonio Stradivari di Cremona (1644-1737).  Lo strumento è attualmente di proprietà e suonato dalla violinista russa Viktorija Mullova. Lo acquistò da Sotheby's nel 1985, due anni dopo la sua defezione dall'Unione Sovietica.